# Jiří Bezdružický z Kolovrat
Jiří Bezdružický z Kolovrat (také z Kolowrat; zmiňován 1481, † 1526 nebo 1528?) byl český šlechtic z rodu Kolovratů. V druhém desetiletí 16. století zastával úřad nejvyššího zemského sudího Českého království. 

## Původ a kariéra
Narodil se jako syn Jana Bezdružického z Kolovrat († 1475) a jeho manželky Anežky Berkové z Dubé. 
Vystupoval jako horlivý katolík. Rozhodnutím svatojakubského sněmu z 25. července 1508 byl jmenován jedním z místodržících, kteří zastupovali Vladislava Jagellonského, protože ten dlouhodobě sídlil v Budíně. V letech 1511–1520 (nebo 1512–1516) byl nejvyšším zemským sudím Českého království. Na zemském sněmu, v jehož čele stál, v této době soupeřila šlechta s královskými městy, která si chtěla zachovat hospodářská práva a moc na zemském sněmu. Spor byl ukončen Svatováclavskou smlouvou v roce 1517.

## Majetek
Držel Bezdružice a odkázal je své manželce. Ta je jako vdova podle závěti převzala v roce 1528. Zdědil Buštěhrad a koupil Mšec.

## Rodina
Václav Bezdružický z Kolovrat se oženil s Eliškou z Fictumu († 1539–1540), ale neměli žádné děti.